# Thomas F. Monteleone
Thomas Francis Monteleone (geboren am 14. April 1946 in Baltimore, Maryland) ist ein amerikanischer Horror- und Science-Fiction-Autor. 

## Leben
Nach dem Besuch eines Jesuitengymnasiums studierte Monteleone  an der University of Maryland in College Park, wo er 1968 mit einem Bachelor in Psychologie und 1973 mit einem Master in Englisch abschloss. Nach seinem Studium arbeitete er von 1969 bis 1978 als Psychotherapeut am C.T. Perkins Hospital in Jessup, Maryland. Von 1976 bis 1978 war er Geschäftsführer der Science Fiction Writers of America. Seither ist er hauptberuflicher Schriftsteller.
Monteleone ist im Bereich der Science-Fiction seit 1972 aktiv, als er Buchrezensionen für Amazing Stories zu schreiben begann. 1973 erschien die Kurzgeschichte Wendigo’s Child in der von Roger Elwood herausgegebenen Anthologie Monster Tales. Die Publikationsgeschichte seines Debütromans Seeds of Change (1975) verlief zweischneidig bis unglücklich. Es war der erste Band der Laser Books, einer von Harlequin Books lancierten SF-Buchreihe, der in sehr großer Auflage produziert und zu Werbezwecken gratis verteilt wurde, wodurch der Markt überschwemmt wurde und Seeds of Change den Ruf erwarb, dass man das Buch nicht einmal verschenken könne. Auch seine anderen SF-Romane, darunter der zusammen mit David Bischoff verfasste Dragonstar-Zyklus, gelten als Standard-Dystopien bzw. eher konventionelle SF-Abenteuer.
Wesentlich günstiger gestaltete sich die Rezeption von Monteleones Arbeiten im Horrorgenre. Der Roman The Blood of the Lamb (1992, deutsch Das Blut des Lammes), in dem der Protagonist Pater Peter Carenza ein Klon ist, dessen DNA man aus dem Turiner Grabtuch extrahiert hatte, und der – mit den Wunderkräften Christi ausgestattet – sich so gar nicht entsprechend den Erwartungen seiner Schöpfer verhält, wurde 1993 mit dem Bram Stoker Award ausgezeichnet, dem renommiertesten Preis im Bereich von Horror und Dark Fantasy.
Großen Anklang fand auch die von Monteleone herausgegebene Reihe der Borderland-Anthologien, die man mit Harlan Ellisons Dangerous Visions verglichen hat, insofern auch hier die Grenzen des Genres ausgetestet und ausgeweitet werden. Dies wurde mit zwei weiteren Bram Stoker Awards gewürdigt. Für die in der Zeitschrift Cemetery Dance erscheinende Kolumne The Mothers And Fathers Italian Association erhielt er 2004 ebenfalls einen Bram Stoker Award. Monteleone verfasste außerdem Drehbücher für jeweils eine Episode der Fernsehserien Night Visions und Tales from the Darkside.
Mit seiner ersten Frau Natalie, die er 1969 geheiratet hatte, hat Monteleone einen Sohn. Die Ehe wurde 1973 geschieden. 1981 heiratete er Linda Smith, mit der er  einen zweiten Sohn hatte. Er lebt gegenwärtig mit seiner dritten Frau Elizabeth und seiner Tochter Olivia in New Hampshire. Elizabeth E. Monteleone war Mitherausgeberin bei zwei der Borderland-Anthologien und ist Mitautorin einer Kurzgeschichte. Olivia F. Monteleone ist Mitherausgeberin der Anthologie Borderland 6.

## Auszeichnungen
- 1984: Gabriel Award der Catholic Academy for Communication Arts Professionals
- 1984: International Television and Film Award
- 1991: Maryland State Arts Council Award
- 1993: Bram Stoker Award für den Roman Blood of the Lamb
- 2004: Bram Stoker Award zusammen mit Elizabeth E. Monteleone für die Anthologie Borderlands 5
- 2004: Bram Stoker Award für die Kolumne The Mothers and Fathers Italian Association
- 2005: Bram Stoker Award für die Sammlung Fearful Symmetries
- 2017: Bram Stoker Award zusammen mit Oliva F. Monteleone für die Anthologie Borderlands 6

Für seine Beiträge zu Necon, der North-East Writer’s Conference, wurde er 2009 in die Necon Hall of Fame aufgenommen, nachdem er 1992 Ehrengast der Necon XII war. Außerdem war er 1989 Ehrengast der Fantasycon XIV.

## Bibliografie
Die Serien sind nach dem Erscheinungsjahr des ersten Teils geordnet.
Guardian (Romanzyklus)
- 1 Guardian (1980)
  - Deutsch: Zitadelle des Wächters. Moewig (Moewig Science Fiction #3602), 1982, ISBN 3-8118-3602-1.
- 2 Ozymandias (1981)
  - Deutsch: Ozymandias. Moewig (Moewig Science Fiction #3620), 1983, ISBN 3-8118-3620-X.

Dragonstar (Romanzyklus, mit David Bischoff)
- 1 Dragonstar (1981)
  - Deutsch: Drachengestirn. Hohenheim (Edition SF im Hohenheim Verlag), 1984, ISBN 3-8147-0039-2.
- 2 Day of the Dragonstar (1983)
- 3 Night of the Dragonstar (1985)
- 4 Dragonstar Destiny (1989)

Borderlands (Anthologienreihe)
- Borderlands (1990)
- Borderlands 2 (1991)
- Borderlands 3 (1993)
- Borderlands 4 (1994, mit Elizabeth E. Monteleone)
- Borderlands 5 (2003, mit Elizabeth E. Monteleone, auch als From the Borderlands: Stories of Terror and Madness, 2003)
- Borderlands 6 (2016, mit Olivia F. Monteleone)

The Nocturnia Chronicles (Romanzyklus, mit F. Paul Wilson)
- 1 Definitely Not Kansas (2015)
- 2 Family Secrets (2015)

Romane
- Seeds of Change (1975)
- The Time Connection (1976)
  - Deutsch: Time Connection. Droemer Knaur (Knaur Science Fiction & Fantasy #5734), 1981, ISBN 3-426-05734-4.
- The Time-Swept City (1977)
  - Deutsch: Die heimgesuchte Stadt. Heyne SF&F #3838, 1981, ISBN 3-453-30741-0.
- The Secret Sea (1979)
  - Deutsch: Die Tore in der Tiefe. Übersetzt von Ronald M. Hahn. Heyne SF&F #4323, 1986, ISBN 3-453-31317-8.
- Night Things (1980)
- Night Train (1984)
- Crooked House (1987, mit John DeChancie)
- Lyrica (1987)
- The Magnificent Gallery (1987)
- Fantasma (1989)
- The Blood of the Lamb (1992)
  - Deutsch: Das Blut des Lammes. Übersetzt von Karin König. Heyne, 2006, ISBN 3-453-43202-9.
- The Resurrectionist (1995)
- Night of Broken Souls (1997)
- The Reckoning (1999)
  - Deutsch: Das siebte Siegel. Übersetzt von Karin König. Heyne, 2007, ISBN 978-3-453-43250-5.
- Eyes of the Virgin (2002)
- Submerged (2016)

Sammlungen
- Dark Stars and Other Illuminations (1981)
- Rough Beasts and Other Mutations (2003)
- A Little Brown Book of Bizarre Stories (2004)
- Fearful Symmetries (2004)
- Dark Arts: Novelettes & Novellas (2014)

Anthologien
- The Arts and Beyond: Visions of Man’s Aesthetic Future (1977)
- R-A-M Random Access Messages of the Computer Age (1984, auch als Microworlds: Tales of the Computer Age, 1985)

Kurzgeschichten
- Precious Bodily Fluids (1973, als Mario Martin, Jr.)
- The Vrkolak (1973, als Brian T. Lo Medico)
- Wendigo’s Child (1973)
- Agony in the Garden (1973)
- Chicago (1973)
  - Deutsch: Chicago. In: Hans Joachim Alpers (Hrsg.): Countdown. Droemer Knaur (Knaur Science Fiction & Fantasy #5711), 1979, ISBN 3-426-05711-5.
- A Séance in Summer (1974, als Mario Martin, Jr.)
- A Spell for Jonathan (1974)
- Hide and Seek (1974, als Mario Martin, Jr.)
- The Boy Who Could Make Things Move (1974, auch als Brian T. Lo Medico)
  - Deutsch: Der Junge, der die Welt bewegte. In: Ernst Fuchs, Hans Joachim Alpers (Hrsg.): Neue Science-Fiction Geschichten. Tosa, 1982, ISBN 3-85001-097-X.
- The Hole in Jennifer’s Room (1974, als Brian T. LoMedico)
- The Thing from Ennis Rock (1974)
- Present Perfect (1974)
- Breath’s a Ware That Will Not Keep (1975)
  - Deutsch: Feraxya. In: Wolfgang Jeschke (Hrsg.): Science Fiction Story Reader 14. Heyne SF&F #3737, 1980, ISBN 3-453-30640-6.
- A Creature of Accident (1975)
  - Deutsch: Fiores Traum. In: H. J. Alpers (Hrsg.): Kopernikus 3. Moewig (Moewig Science Fiction #3523), 1981, ISBN 3-8118-3523-8.
- Good and Faithful Servant (1976)
- The Star-Filled Sea Is Smooth Tonight (1977)
  - Deutsch: Sternenmeer. Übersetzt von Joachim Pente. In: Renate Stroik (Hrsg.): Comet, #2 1977. Tandem, 1977. Auch in: Michael Nagula (Hrsg.): Der zeitlose Traum. Ullstein Science Fiction & Fantasy #31080, 1984, ISBN 3-548-31080-X.
  - Deutsch: Das sternenerfüllte Meer liegt glatt heut nacht. Übersetzt von Wolfgang Crass. In: Roy Torgeson (Hrsg.): Versuch dich zu erinnern. Moewig (Playboy Science Fiction #6726), 1982, ISBN 3-8118-6726-1.
- Camera Obscura (1977)
- The Curandeiro (1977)
  - Deutsch: Der Quacksalber. Übersetzt von Irmhild Hübner. In: Wolfgang Jeschke (Hrsg.): Science Fiction Story Reader 15. Heyne SF&F #3780, 1981, ISBN 3-453-30681-3.
  - Deutsch: Der Curandeiro. Übersetzt von Eva Malsch. In: Roy Torgeson (Hrsg.): Das Ungeheuer vom Sumpf. Moewig (Playboy Science Fiction #6729), 1982, ISBN 3-8118-6729-6.
- Far from Eve and Morning (1977)
- Mister Magister: A Play in One Act (1978)
- Where All the Songs Are Sad (1978)
- Just in the Niche of Time (1978)
  - Deutsch: Nur in der Nische der Zeit. In: Roy Torgeson (Hrsg.): Nick Adams letzter Aufstieg. Moewig (Playboy Science Fiction #6718), 1981, ISBN 3-8118-6718-0.
- The Imperfect Lover (1978)
  - Deutsch: Die unvollkommene Geliebte. In: Roy Torgeson (Hrsg.): Die verdorbene Frau. Moewig (Playboy Science Fiction #6720), 1981, ISBN 3-8118-6720-2.
- The Dancer in the Darkness (1979)
  - Deutsch: Tänzerin der Finsternis. Übersetzt von Horst Pukallus. In: Horst Pukallus (Hrsg.): Der zweite Tod. Heyne SF&F #4009, 1983, ISBN 3-453-30946-4.
  - Deutsch: Tänzerin der Finsternis. Übersetzt von Joachim Körber. In: George R. R. Martin (Hrsg.): Science Fiction Preisträger 2. Moewig (Playboy Science Fiction #6745), 1985, ISBN 3-8118-6745-8.
- When Dark Descends (1979, mit Charles L. Grant)
  - Deutsch: Wenn das Dunkel niederfällt. Am Vorabend des St. Poleander-Tages	1981-00-00	ed. Roy Torgeson	Moewig (Playboy Science Fiction #6716)	3-8118-6716-4 1981.
- Last Word: The Gullibility Factor (1979)
- Sonata for Three Electrodes (1980)
  - Deutsch: Sonate für drei Elektroden. In: Roy Torgeson (Hrsg.): Sonate für drei Elektroden. Moewig (Playboy Science Fiction #6731), 1982, ISBN 3-8118-6731-8.
- Taking the Night Train (1981)
- Spare the Child (1982)
- Identity Crisis (1982)
- The Mechanical Boy (1983)
  - Deutsch: Der mechanische Junge. In: Wolfgang Jeschke (Hrsg.): Winterfliegen. Heyne SF&F #5970, 1999, ISBN 3-453-13985-2.
- The Greatest Game (1984)
- The Cutty Black Sow (1984)
- Group Phenomena (1985)
- The Night Is Freezing Fast (1987)
- Yesterday’s Child (1987)
- Rehearsals (1987)
- In the Fast Lane (1988)
- Nobody’s Perfect (1988)
- Such Stuff as Dreams Are Made Of (1988, mit Grant Carrington)
- The Ring of Truth (1989)
- The Pleasure of Her Company (1990)
- The Way of the Cross (1990)
- No Pain, No Gain (1990)
- Love Letters (1991)
- Prodigal Sun (1991)
- The White Man (1991)
- Oyster Bay, NY (1992)
- Love Is the Prey (1993)
- The Roadside Scalpel (1993)
- The Wager (1993)
- Off to See the Wizard (1993)
- The Newspaper Man (1994)
- Triptych di Amore (1994)
- Please Stand By (1994)
  - Deutsch: Und was ist Ihr Preis?. 1986.
- Looking for Mr. Flip (1995)
- The Stuff of Life to Knit You (1995, mit Robert Wayne McCoy)
- Time Enough to Sleep (1995)
- Get It Out (1996)
- Between Floors (1997)
- Under Your Skin (1998)
- A Mind Is a Terrible Thing (1998)
- Changing of the Guard (1998, mit Robert Wayne McCoy)
- The Prisoner’s Tale (2000)
- It’s in the Bag (2001)
- Yog-Sothoth, Superstar (2001)
- Lux et Veritas (2002)
- The House of Dust (2003, mit Elizabeth E. Monteleone)
- Sideshow (2004)
- Horn of Plenty (2004)
- A Fine and Private Place (2005)
- Looking Glass (2006, Gemeinschaftsarbeit mit zahlreichen anderen Autoren)
- How Sweet It Was (2006)
- They Call Me Eddie (2006, mit Rick Hautala)
- End of Story (2007)
- Images in Anthracite (2007)
- The Prime Time of Spenser Golding (2008)
- The Diary of Louise Carey (2009)
- The Exchange (2012)
- When I Was (2013)

Sachliteratur
- The Mothers and Fathers Italian Association (2003)
- The Complete Idiot’s Guide to Writing a Novel (2004)